# Pomada (farmàcia)

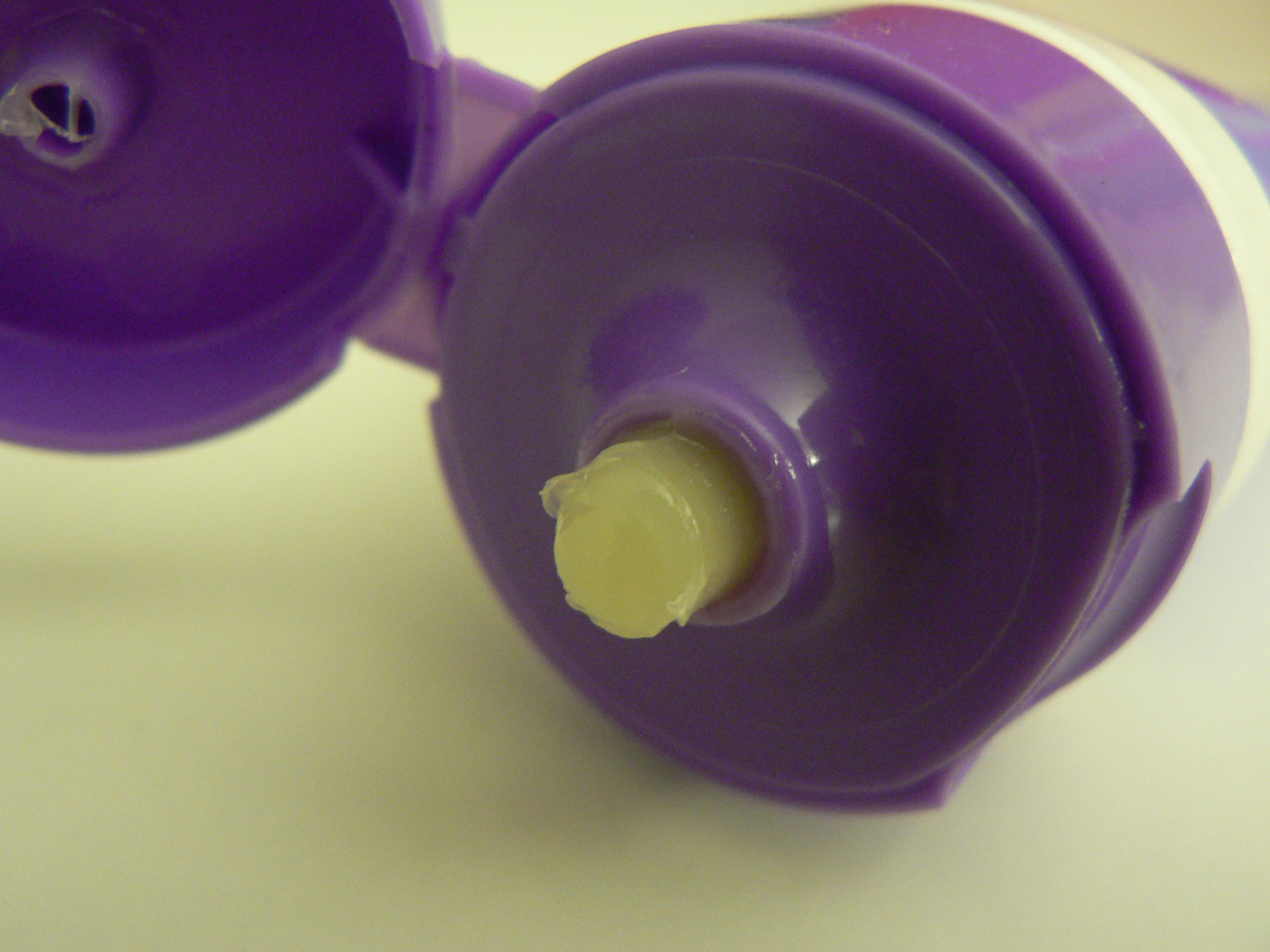
Pomada de lanolina

Una pomada en farmàcia o ungüent és una forma farmacèutica, un preparat estable semisòlid (a 25 °C) destinat a l'ús extern o tòpic, per un o més d'un principi actiu i per excipients amb característiques lipòfiles o hidròfiles.
Les pomades es classifiquen en: epidèrmiques, endodèrmiques i hipodèrmiques d'acord amb el seu grau de penetració i l'excipient utilitzat. Les epidèrmiques penetren superficialment en la pell i els excipients usats són la vaselina i l'oli mineral. Les endodèrmiques actuen més profundament i l'excipient és oli vegetal. Les hipodèrmiques són absorbides i poden desencadenar un efecte sistèmic i l'excipient és la lanolina.
Han de ser plàstiques i termoreversibles, és a dir passar per la pell a través d'un massatge i amb l'augment de temperatura, quedaran menys viscoses perquè el principi actiu surti de la pomada i vagi al lloc aplicat.
Està constituïda per una mescla de greixos que pot portar algun producte actiu i que s'aplica en el tractament local d'algunes malalties de la pell. És una substància homogènia, viscosa, semilíquida comunament amb un 80% de li i un 20% d'aigua amb gran viscositat. Es fan servir com emol·lients o per l'aplicació d'ingredients actius amb propòsit protector terapèutic o profilàctic.
El terme ungüent prové del llatí unguentum participi de 'unguere' que significa ungir.
Els ungüents es fan servir sobre diverses parts del cos entre elles la pell, i la membrana mucosa de l'ull, vagina, anus, i nas.

## Bases dels ungüents
El vehicle d'un ungüent es coneix com la base de l'ungüent. Escollir una base depèn de la indicació clínica de l'ungüent. Les diferents bases dels ungüents són:
- Base hidrocarbonada, per exemple la parafina
- Bases d'absorció, per exemple. cera d'abella
- Bases solubles en aigua, per exemple macrogels 200, 300, 400
- Bases emulsificants, per exemple cetrimida
- Olis vegetals, per exemple. oli d'oliva, oli de coco, oli de sèsam, oli d'ametlla i oli de cacauet.

Els medicament es dispersen en la base, i més tard es divideixen després que el medicament penetri en les cèl·lules vives de la pell.

## Mètodes de preparació d'ungüents
Trituració: els medicaments insolubles es trituren finament.
Fusió: els ingredients es fonen junts en ordre descendent del seu punt de fusió.